# Nagyrencehínárok
A nagyrencehínárok (Lemno-Utricularietalia Passarge, 1978) a felszíni lebegőhínárok társulásosztályának (Lemnetea de Bolós & Masclans, 1955) egyik társulástani rendje.

## Elterjedésük, élőhelyük
Főleg Közép- és Dél-Európában elterjedt, melegkedvelő növénytársulások, amelyek némileg más fajösszetétellel a szubtrópusi–trópusi övben is előfordulnak.

## Jellemzőik
A felszínen úszó apró vízinövények és a felszínhez közel lebegő rovarfogó vízinövények egy- vagy kétszintű, lebegő növénytársulásai. Többnyire olyan, disztróf, gyakran nádasokkal körülvett és árnyékolt vizekben élnek, amelyekben sok a szerves tápanyag és a törmelék, emellett fejlett a törperák fauna. A félig alámerülve lebegő rovarfogó hínárok miatt a társulások szerkezete a békalencsehínárokénál kevésbé egysíkú: habosabb, a felszíne lazább, a stabilitása valamivel nagyobb, kevésbé sodrékony.
Felső szintjében a víz színén lebegő apró békalencsefajok (Lemna minor, L. trisulca, Spirodela polyrrhiza) élnek, és közvetlenül alattuk alakul ki a sallangos levelű, szintén lebegő, rovarfogó növények szintje, amit leggyakrabban a közönséges rence (Utricularia vulgaris), ritkábban a pongyolarence (Utricularia australis), egészen ritkán az aldrovanda (Aldrovanda vesiculosa) ural.

## Rendszertani csoportjaik
A rendnek csak egyetlen csoportja van (rencehínárok, Utricularion vulgaris Passarge 1964), amit a Kárpát-medencében három társulás képvisel: 
- aldrovandás (Spirodelo-Aldrovandetum Borhidi & Komlódi 1959),
- rence-békalencsehínáros (Lemno-Utricularietum vulgaris Soó 1928)
- rence-békatutajhínáros (Hydrochari-Utricularietum vulgaris Borhidi & al. 1998).